# صموئيل أرشيبالد (سياسي)
صموئيل أرشيبالد هو سياسي كندي، ولد في 11 نوفمبر 1742، وتوفي في 15 فبراير 1780. انتخب عضو مجلس نواب نوفا سكوشا.